# Шарм (Алије)
Шарм (фр. Charmes) насеље је и општина у централној Француској у региону Оверња, у департману Алије која припада префектури Виши.
По подацима из 2011. године у општини је живело 383 становника, а густина насељености је износила 46,76 становника/km². Општина се простире на површини од 8,19 km². Налази се на средњој надморској висини од 340 метара (максималној 428 m, а минималној 318 m).

## Демографија
| 1962. | 1968. | 1975. | 1982. | 1990. | 1999. | 2011. |
| ----- | ----- | ----- | ----- | ----- | ----- | ----- |
| 294   | 315   | 286   | 308   | 328   | 293   | 383   |

График промене броја становника у току последњих година